# Vetovo (Kutjevo)
Vetovo es una localidad de Croacia en el ejido de la ciudad de Kutjevo, condado de Požega-Eslavonia.

## Geografía
Se encuentra a una altitud de 219 m s. n. m. a 189 km de la capital nacional, Zagreb.

## Demografía
En el censo 2011 el total de población de la localidad fue de 988 habitantes.
| Gráfica de población de Vetovo 1857-2011                            |
|                                                                     |
| Según los censos de población de la oficina estadística de Croacia. |